# MOWAG Duro
Pour les articles homonymes, voir Duro.
Le DURO (pour DUrable et RObust) est un véhicule militaire tout-terrain développé par la firme Bucher-Guyer en Suisse.
À la suite de la faillite de la division « véhicules militaires » de Bucher Industries, les brevets ont été rachetés par la firme Mowag en Suisse. Différentes évolutions du Duro ont connu le jour, dans des versions militaires et des versions civiles.

## Duro I
Le Bucher Duro I est un véhicule multiusage dans tous les sens du terme, la partie arrière pouvant être changée rapidement. Il existe des versions transport de troupes, radio, ambulance, véhicule de commandement, déminage, pompier, etc. Il est disponible en variantes 4x4S (châssis court) 4x4L (châssis long) et 6x6. La cabine peut être basculée vers l'avant pour accéder au moteur ou à du matériel et à la roue de secours dans l'arceau de sécurité.

### Acquisitions
Entre 1993 et 1999, l'Armée suisse a fait l'acquisition de 3 000 unités 4x4 en plusieurs versions. Les 2000 premiers véhicules ont été acquis pour un montant de 228 millions de francs suisses. Le Duro a remplacé les anciens véhicules Mowag 4x4 et Unimog S. Les Duros de l'Armée suisse ont été produits par Bucher Guyer SA. 
En 2001, les Forces armées vénézuéliennes commandent 358 Duro 4×4 et 6×6. Les Forces armées malaisiennes opèrent 61 Duro 4×4 et 6×6 depuis 2003.

#### Duro I au sein de l'Armée suisse
- Bucher Duro I 4x4 avec bâche, 2 + 18 passagers: 2220 exemplaires[3]
- Bucher Duro I 4x4 avec superstructure spéciale: 780 exemplaires
  - Caisson L Commandement: Véhicule de commandement (différentes versions selon le système de communication), Véhicule de réparation (version char gren, canons dca 35mm, Véhicule ABC, véhicule Rapier, véhicule guidage ADS 95)
  - Caissons: Véhicule échelon de conduite (plusieurs versions), PC mobile, de liaison/transmissions, plusieurs autres superstructures spéciales
  - Véhicule atelier
  - Véhicule catapulte ADS 95
  - Véhicule sanitaire 2 places couchées, véhicule sanitaire 4 places couchées
  - Véhicule modulaire de la police militaire
  - Véhicule radiogoniométrie météo

- Bucher Duro 6x6 blindé, utilisé pour les missions en Bosnie (EUFOR Althea) et au Kosovo (Swisscoy au sein de la KFOR).
  - Camion léger blindé 1.5t/16 places
  - Véhicule sanitaire blindé 4 places couchées

## Duro II

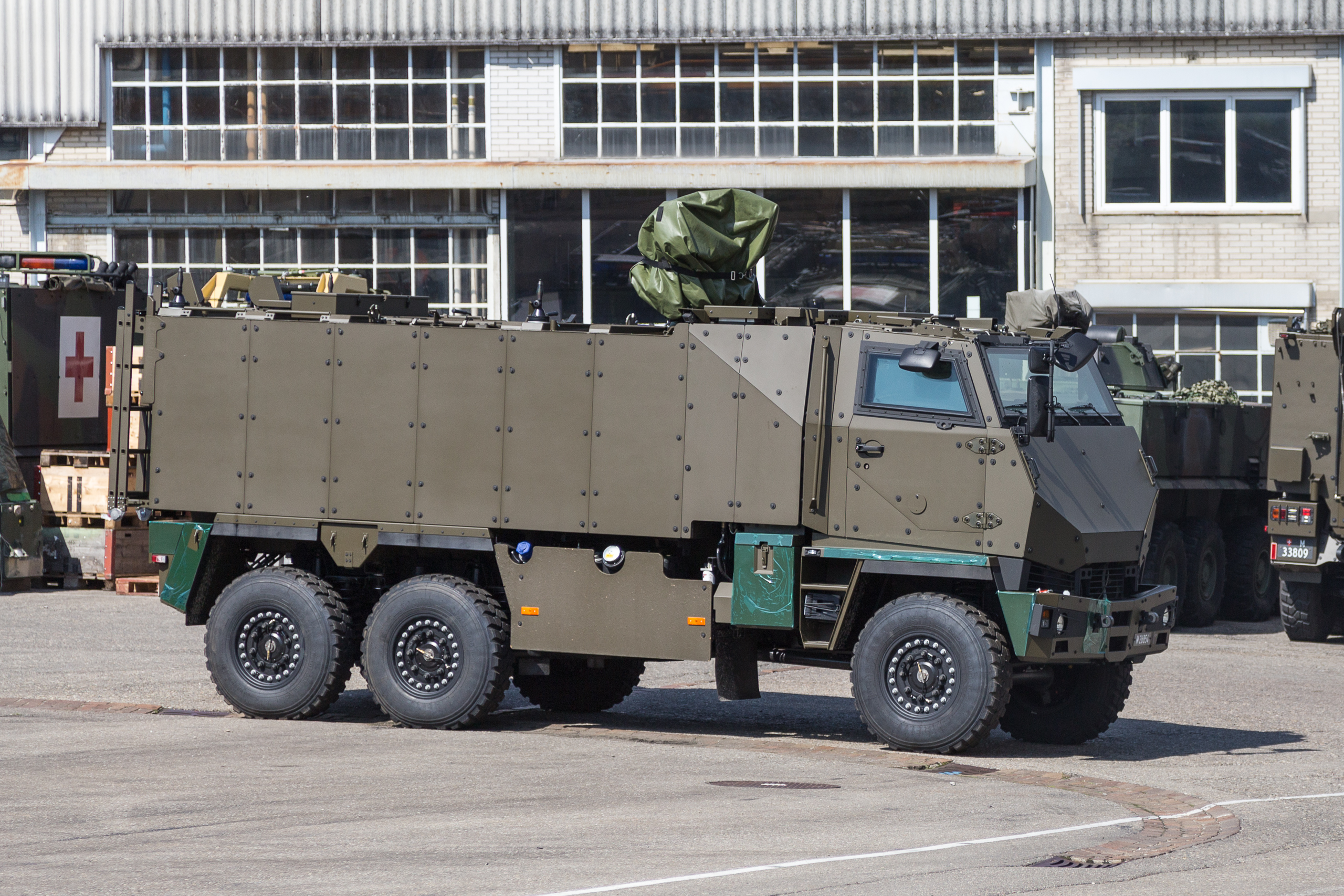
Duro IIIP de l'armée Suisse

Le Duro II est disponible en 4x4 ou 6x6 en version blindée ou non.

### Acquisitions
En 2003, 83 Duro II 6x6 ont été livrés aux Forces armées britanniques. En 2005, elles en possédaient 124, 6 pour des unités de déminage (EOD) et 118 comme véhicule de communication. Depuis 2004, 6 Duro II 6x6 sont en service dans les Forces de Défense irlandaises en deux versions, une version véhicule atelier pour les blindés et une version blindée EOD pour des unités de déminage.

## Duro III
Le Duro III est disponible en 4x4 ou 6x6. Seul le modèle 6x6 peut être équipé d'un blindage modulaire, c'est le Duro IIIP.

### Spécifications
Le site du constructeur indique les données suivantes pour le Duro III 4x4 : 
- Masse à vide : 4,8 t
- Charge utile : 2,2 t
- Longueur : 5,5 m
- Hauteur : 2,65 m
- Largeur : 1,96 m
- Vitesse maximale : 100 km/h
- Nombre de passagers maximum : 2+18
- Réservoir : 180 l
- Moteur : Diesel, 6 cylindres (Cummins ISBe 5.9L Turbo Common Rail, anciennement avec moteurs VM)

#### Acquisitions
Entre 2004 et 2005, le Royaume-Uni commanda 66 Duro III, dont 48 comme véhicules de communication et 18 pour les unités de déminage, dont certains ont servi pendant la Irak

### Duro IIIP

#### Spécifications
Spécification du Duro IIIP 6x6. 
- Masse à vide : 9,5 t
- Charge utile : 2 t
- Longueur : 6,59 m
- Hauteur : 2,65 m
- Largeur : 2,16 m
- Vitesse maximale : 100 km/h
- Nombre de passagers maximum : 2+8 (modèle transport de troupes)
- Réservoir : 180 l
- Moteur : Diesel, 6 cylindres (Cummins ISBe 5.9L Turbo Common Rail)

#### Acquisitions
La première commande de la Heer portait sur 31 Mowag 100 Duro IIIP. Ils ont servi en Afghanistan au sein de l'ISAF avant 2006. Une seconde commande de 100 exemplaires, livrée entre 2006 et 2008, était constituée de 31 véhicules médicalisés, 23 utilisés par la police militaire et 21 par des unités de déminage (EOD).
Le Rheinmetall YAK utilisé par l'armée allemande est construit sur le châssis du Duro IIIP 6x6.
L'Armée royale danoise utilise 29 Duro IIIP en version ambulance.

#### Duro IIIP au sein de l'Armée suisse
L'armée suisse utilise le Duro IIIP en plusieurs versions.
- GSANF INT, Véhicule sanitaire protégé pour les missions à l'étranger
- EOD/KAMIBES, unité de déminage (Explosive Ordnance Disposal)
- GMTF, Véhicule protégé de transport de personnes, 420 unités commandées entre 2008 et 2013
- Véhicule de détection (ABC) protégé, version A, B et C

## Galerie

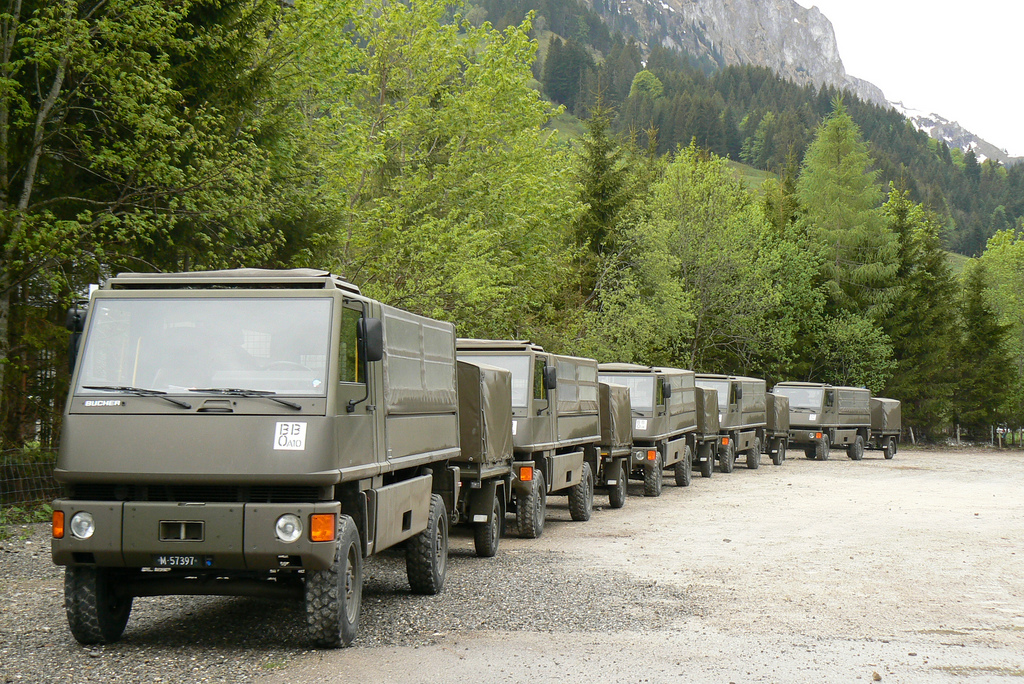
Bucher Duro I de l'Armée suisse (2009).
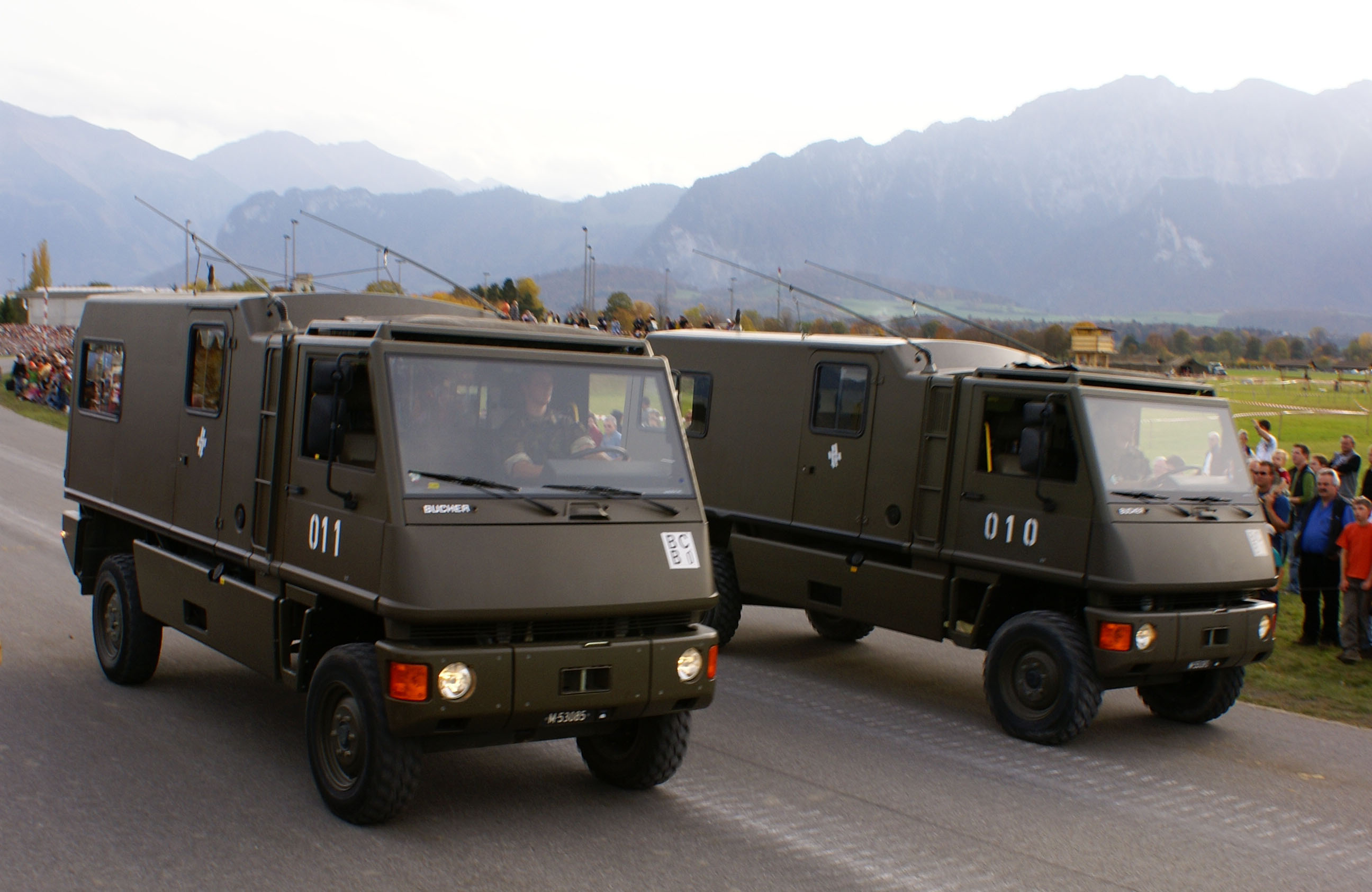
Bucher Duro I Véhicule de commandement de l'Armée suisse (2006).
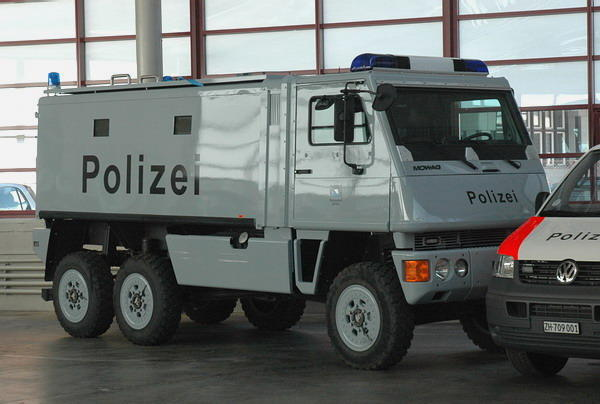
Bucher Duro de la police de Zurich (2007).
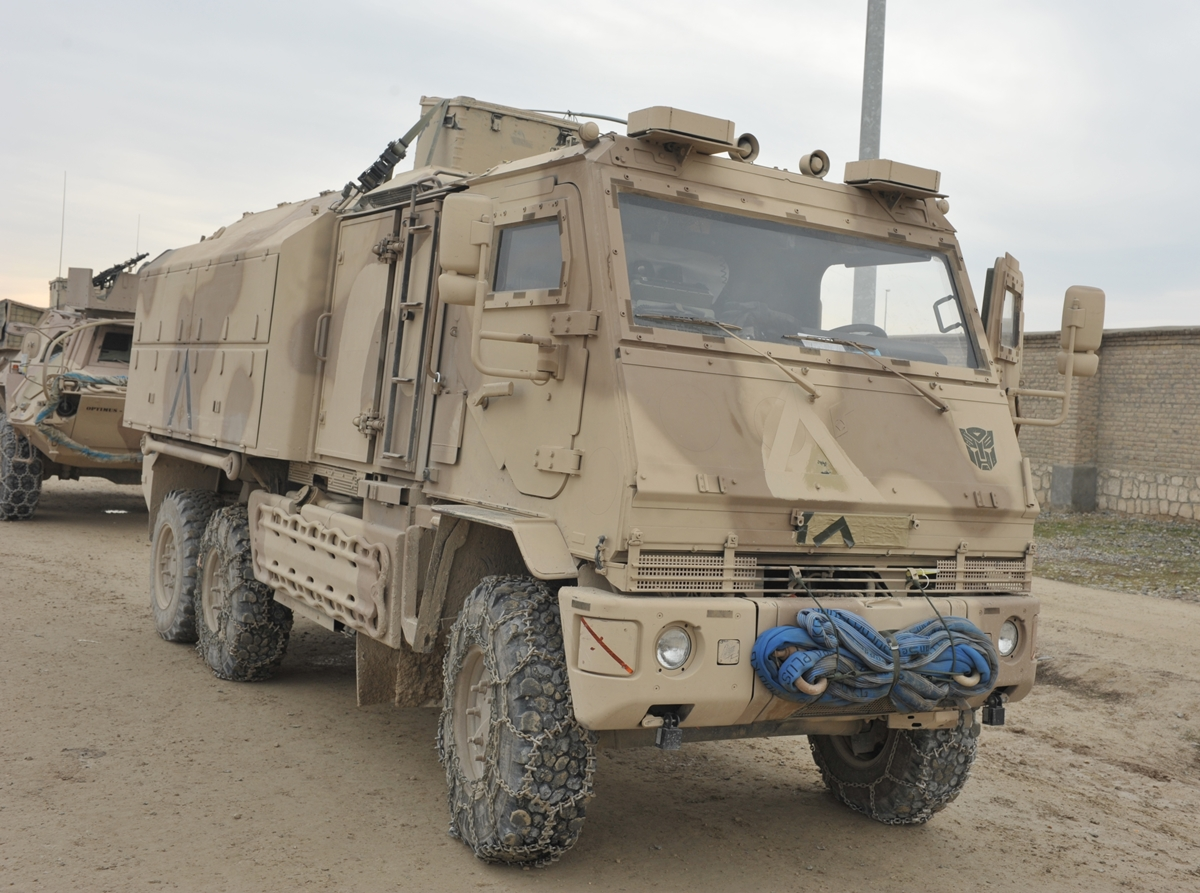
Rheinmetall YAK de l'armée allemande en Afghanistan (2011).
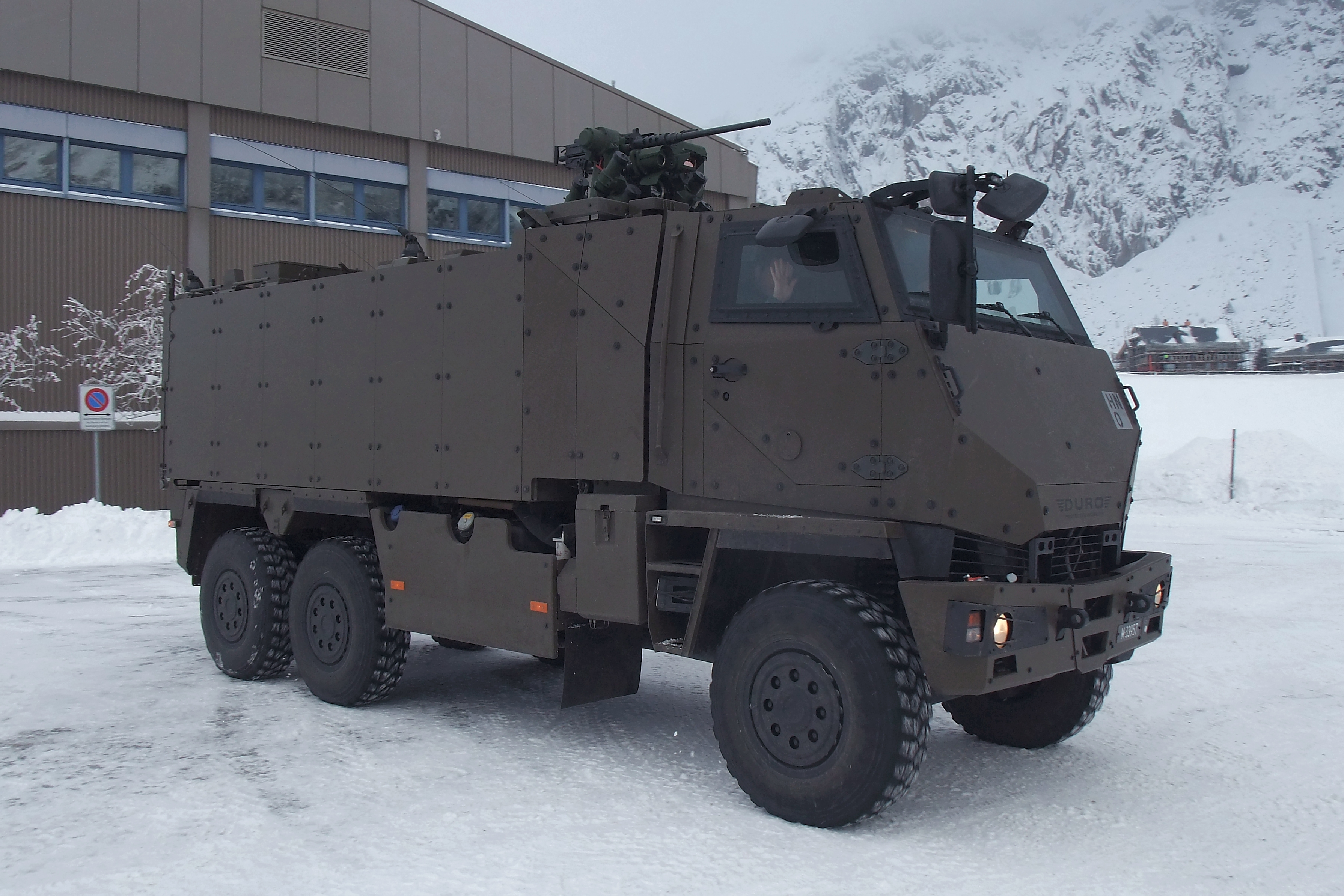
Mowag GMTF de l'Armée suisse (2013).
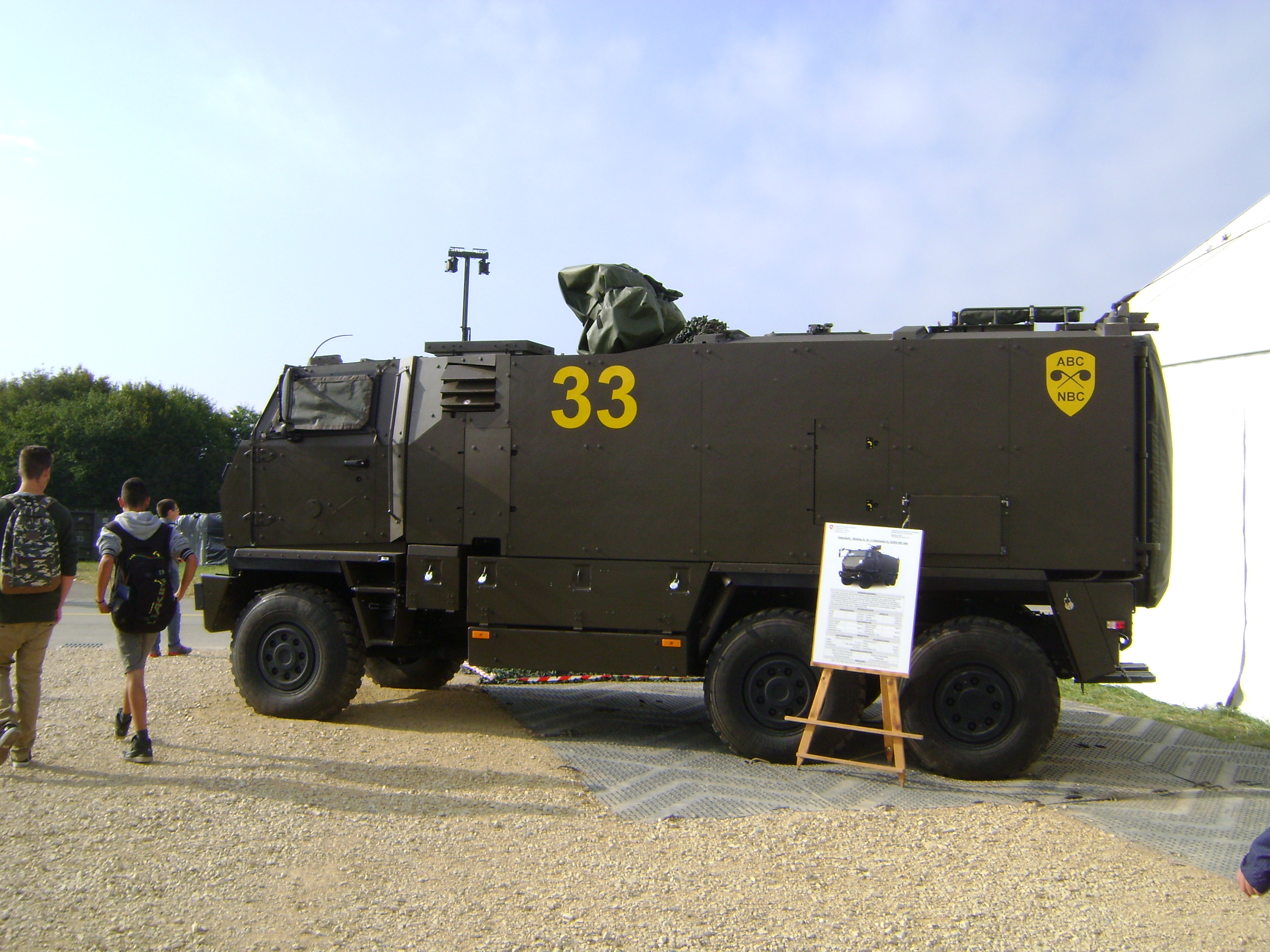
Mowag Véhicule de détection pour la défense ABC (vhc détection déf ABC) de l'Armée suisse (2014).

## Utilisateurs civils

### Service du Feu
- Bucher Duro 4x4 L:
  - Johannesburg
  - Tonne-pompe (Kleinlöschfahrzeug): Frutigen (Kleintanklöschfahrzeug), Soleure, Stalden
  - Transport(Universales Transportfahrzeug): Berne (transport et pose de tuyaux),  Feuerwehr Ibach (Muotathal)
  - Transport et pose de tuyaux (Schlauchverlegefahrzeug): Frick
  - Löschgruppenfahrzeug: Unterer Hauenstein feuerwehr
  - Tanklöschfahrzeug: Feuerwehr Bödeli (Interlaken)
  - Transport de personnel (Mannschaftstransportfahrzeug): Stützpunkt Schwyz
- Bucher Duro 6x6 
  - Afrique du Sud
  - Hilfeleistungslöschfahrzeug: Oberstdorf (D)